# Escopette de Darier
Pour les articles homonymes, voir Escopette.
L'Escopette de Darier, brevetée en 1888 par le Genevois Albert Darier, est un appareil photographique à main muni d'une seule chambre sans viseur. Cet appareil ressemblait à un pistolet qu'il fallait « braquer » telle une arme sur les gens ou paysages à photographier.

## Histoire
Inventée par Albert Darier et présentée à l’exposition universelle de Paris de 1889, l'Escopette est fabriquée par Edmond Victor Boissonas à Genève (peut-être sous traitée à la Société genevoise d'instruments physiques). Elle se présente sous la forme d'une boite en bois munie d'une poignée "pistolet". Deux petites béquilles en laiton à l'avant de l'appareil forment trépied avec la poignée.
Il utilise la même pellicule que le Kodak N° 1 permettant 110 vues de 68 x 72 mm.
L'obturateur sphérique en laiton supporte un objectif Steinhell Periscopic de 90 mm de focale ouvrant au maximum à 1/6.

## Collection
De nos jours c'est une rareté. Il en existe un exemplaire au Musée suisse de l'appareil photographique à Vevey, un au Conservatoire national des arts et métiers et un à la George Eastman House, à Rochester.